# علیرضا اسدآبادی
علیرضا اسدآبادی (زادهٔ ۲۳ ژوئیهٔ ۲۰۰۲) در کرمان؛ بازیکن فوتبال اهل ایران است که در پست مهاجم برای باشگاه فوتبال شهرداری بم بازی می‌کند.
وی همچنین در تیم‌های ملی فوتبال نوجوانان ایران و جوانان ایران بازی کرده‌است.

## دوران باشگاهی

### پدیده
وی اولین بازی خود در لیگ برتر خلیج فارس را در هفته چهارم لیگ برتر فوتبال ایران ۹۹–۱۳۹۸، مقابل باشگاه فوتبال فولاد خوزستان انجام داد.